# 892 Seeligeria
892 Seeligeria, asteroid vanjskog glavnog pojasa. Otkrio ga je Max Wolf, 31. svibnja 1918.

## Vanjske poveznice
- Minor Planet Center